# 蕭退
蕭 退（しょう たい、生没年不詳）は、南朝梁の皇族。

## 経歴
梁の鄱陽忠烈王蕭恢の子として生まれた。湘潭侯に封じられ、青州刺史に任じられた。太清2年（548年）、侯景が建康を包囲すると、蕭退は従兄の蕭祗や前潼州刺史の郭鳳とともに建康の救援に赴いた。太清3年（549年）2月、蕭退は南康王蕭会理とともに江北の軍を率いて蘭亭苑に駐屯した。3月、建康が陥落すると、蕭退は蕭祗とともに東魏に亡命した。北斉の天保年間、金紫光禄大夫の位を受け、死去した。
子の蕭慨は、著作佐郎・待詔文林館をつとめ、司徒従事中郎として死去した。

## 伝記資料
- 『北斉書』巻33 列伝第25
- 『北史』巻29 列伝第17